# Cristiani Democratici Uniti
Die Cristiani Democratici Uniti (CDU) waren eine christdemokratische Partei der rechten Mitte in Italien, die von 1995 bis 2002 bestand. Sie waren auf europäischer Ebene Mitglied der Europäischen Volkspartei.

## Geschichte
Die CDU spalteten sich im Juli 1995 von der Partito Popolare Italiano (PPI), der Nachfolgerin der Democrazia Cristiana (DC), ab. Damals – nach dem Rücktritt der Regierung Berlusconi I – hatte die PPI mehrheitlich für die Unterstützung der Mitte-links-Allianz L’Ulivo votiert, was ihre Spaltung auslöste. Die Gründerväter der CDU waren Rocco Buttiglione (1994–95 Generalsekretär der PPI), Roberto Formigoni (im April 1995 mit den Stimmen des Mitte-rechts-Lagers gewählter Regionalpräsident der Lombardei) und Gianfranco Rotondi. Die Uniti traten dem Mitte-rechts-Parteienbündnis Polo per le Libertà unter Silvio Berlusconi bei.
Zur vorgezogenen Parlamentswahl 1996 traten die CDU auf einer gemeinsamen Liste mit dem Centro Cristiano Democratico (CCD) an, einer anderen mit Berlusconi verbündeten DC-Nachfolgepartei. Nach der Wahl hatten CCD und CDU zunächst eine gemeinsame Parlamentsfraktion, die sich jedoch bereits im Februar 1997 wieder spaltete.
Im Februar 1998 beteiligte sich die CDU an der vom ehemaligen Staatspräsidenten Francesco Cossiga initiierten Unione Democratica per la Repubblica (UDR) mit dem Ziel, eine große Sammelpartei der politischen Mitte zu bilden. Diese sprach der Mitte-links-Regierung von Romano Prodi das Vertrauen aus. Roberto Formigoni, der dies ablehnte, verließ daraufhin die CDU, gründete die Kleinstpartei Cristiani Democratici per la Libertà (CDL) und trat schließlich Berlusconis Forza Italia bei. Als sich die UDR im Juni 1998 als Partei bildete und Rocco Buttiglione neben Carlo Scognamiglio zu Ko-Vorsitzenden wählte, wurden die CDU vorübergehend in einen Verein umgewandelt. 
Bereits im Februar 1999 zerbrach die UDR und die CDU wurden wieder eine eigenständige Partei. Zur Europawahl 1999 trat sie mit einer eigenen Liste an. Diese erhielt 2,2 Prozent der Stimmen und entsandte zwei Abgeordnete ins EU-Parlament, die sich der christdemokratischen EVP-ED-Fraktion anschlossen.
Zur Parlamentswahl 2001 bildeten die CDU wieder eine gemeinsame Wahlliste mit der CCD unter der Bezeichnung Biancofiore. Diese wiederum war Teil von Berlusconis Mitte-rechts-Allianz Casa delle Libertà, die die Wahl insgesamt gewann. Rocco Buttiglione wurde Europaminister im Kabinett Berlusconi II. Im Dezember 2002 fusionierten CCD und CDU, mit der kleinen Democrazia Europea als dritter Partnerin, zur neuen Partei Unione dei Democratici Cristiani e di Centro (UDC).

## Parteiführung der CDU
- Generalsekretär: Rocco Buttiglione (1995–2002)
- Präsident: Roberto Formigoni (1995–1998), Mario Tassone (1998–2002)